# Stella (Naples)
Pour les articles homonymes, voir Stella.

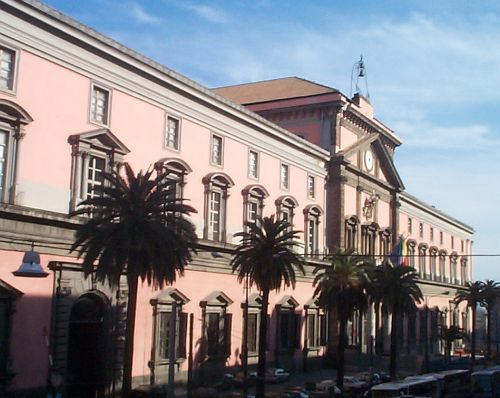
Le musée archéologique national de Naples.

Stella (traduction littérake « étoile ») est un quartier de Naples, dans le sud de l'Italie. La zone qui comprend le musée archéologique national, s'étend au nord par le Rione Sanità, jusqu'en haut de la colline de Capodimonte pour inclure les terrains et les bâtiments du musée d'art de Capodimonte .